# Don't Blame Your Daughter (Diamonds)
Don't Blame Your Daughter (Diamonds) è il secondo singolo estratto dall'album Super Extra Gravity della band svedese The Cardigans, pubblicato nel 2006.

## Tracce
CD singolo 1
1. Don't Blame Your Daughter (Diamonds) - 3:37
2. Hanging Around (Live in Kiev) - 4:33
3. Higher (Live in Kiev) - 4:35

CD singolo 2
1. Don't Blame Your Daughter (Diamonds)
2. (If You Were) Less Like Me[1]

Download digitale
1. Don't Blame Your Daughter (Diamonds)
2. A Good Horse (Live in Kiev)